# Шапел Сен Совер (Саона и Лоара)
Шапел Сен Совер (фр. Chapelle-Saint-Sauveur) насеље је и општина у источном делу централне Француске у региону Бургоња, у департману Саона и Лоара која припада префектури Луан.
По подацима из 2011. године у општини је живело 673 становника, а густина насељености је износила 24,6 становника/km². Општина се простире на површини од 27,36 km². Налази се на средњој надморској висини од 215 метара (максималној 215 m, а минималној 184 m).

## Демографија
| 1962. | 1968. | 1975. | 1982. | 1990. | 1999. | 2011. |
| ----- | ----- | ----- | ----- | ----- | ----- | ----- |
| 721   | 824   | 743   | 668   | 691   | 639   | 673   |

График промене броја становника у току последњих година